# George Harrison: Living in the Material World
George Harrison: Living in the Material World é um documentário norte-americano de 2011. 

## Sinopse
Dividido em duas partes, o documentário trata da vida do músico inglês e ex-Beatle George Harrison desde a infância. Com imagens inéditas, contou com depoimentos de familiares, Paul McCartney, Ringo Starr, Olivia Harrison, Dhani Harrison, Ravi Shankar, Eric Clapton, Pattie Boyd, Klaus Voormann, Astrid Kirchherr, George Martin, Yoko Ono, Neil Aspinall, Jane Birkin, Phil Spector, Jim Keltner, Eric Idle, Terry Gilliam, Tom Petty, Jackie Stewart, entre outros. 

## Produção
O título do filme é o mesmo do terceiro album de Harrison, Living in the Material World. Olivia Harrison, ex-esposa de George, foi uma das produtoras, além do próprio diretor Martin Scorsese. No Brasil, o filme integrou a mostra do Festival do Rio de 2011.

## Prêmios
O documentário foi indicado ao prêmio Emmy de 2012 em seis categorias, sagrando-se vencedor em melhor direção em programa de não ficção e melhor especial de não ficção.